# 山姆·萊德
山姆·萊德 （Sam Ryder，1989年6月25日—）是英国一位创作型歌手和網絡紅人。他於2019冠状病毒病疫情期間发布音樂作品，並通过TikTok傳播他的作品。他還代表英國參加2022年欧洲歌唱大赛並获得第二名，這是英国自1998年以来的最好成绩。 

## 外部鏈接
- Sam Ryder在Allmusic上的頁面
- Sam Ryder Robinson的Discogs页面 （英文）
- 山姆·萊德的X（前Twitter）